# Eloise Alexandra Lamb
Eloise Alexandra Lamb (26 de setembre de 1999), coneguda en l'àmbit musical com a Eloise, és una cantant i compositora anglesa. Va guanyar protagonisme després que la seua interpretació de "Second Time" de Bruno Major es va fer viral a Instagram el 2017, i posteriorment es va unir a Major a la seua gira principal als Estats Units. El 2019 publicà el seu extended play de debut This Thing Called Living, que va rebre suport de Billie Eilish i s'ha reproduït més de 25 milions de vegades. El seu mini-àlbum Somewhere In Between es va publicar el juny de 2021.

## Inicis
Eloise va créixer a la Normandia rural a França, on es va criar bilingüe, sense internet i amb poc accés a la televisió més enllà de dibuixos animats francesos i enregistraments antics de musicals clàssics de Hollywood. Va quedar absorbida per les diverses col·leccions de discos dels seus pares, que anaven des de Jim Croce, Eagles i Joni Mitchell fins als musicals de Steven Sondheim i Gilbert i Sullivan, va prendre classes de piano i va cantar en un cor. Quan era adolescent es va traslladar a Londres i va aprendre a tocar la guitarra per si mateixa buscant cançons a YouTube i imitant els acords que veia.
Eloise havia planejat inicialment seguir una carrera d'actriu i va aconseguir un paper protagonista a la pel·lícula dramàtica britànica de 2012 Broken. Després de sentir-la cantar al plató, el director Rufus Norris li va suggerir que contribuís a la banda sonora, despertant la seua passió per la música i el cant. Explica: "Em vaig adonar que això és el que m'alimenta; per això soc ací a la Terra. I a partir d'aleshores va ser com, oh, així que no actuaré, seré una músic. Era molt clar".

## Carrera
Amb 17 anys Eloise va començar a publicar versions acústiques de cançons a Instagram. Pocs dies després de publicar la seua interpretació de "Second Time" de Bruno Major, aquest es va posar en contacte amb ella i la va convidar a fer duet al seu proper concert de Londres. Eloise va ser convidada posteriorment a unir-se a Major en la seua gira principal als Estats Units i en una gira pel Regne Unit amb Sam Smith, contribuint amb teclats i cors com a part de la banda de Major.
L'EP debut d'Eloise, This Thing Called Living, es va publicar el 2019, i des de llavors s'ha reproduït més de 25 milions de vegades. L'EP va rebre el suport de Billie Eilish, que va versionar "Left Side" i "Subside" per Instagram. Eloise descriu "Left Side" com a "haver d'ocupar-te del fet que, si t'enfonses pel mal de cor, estaràs bé. I aquest reconeixement en si mateix és difícil d'acceptar, però és crucial per a la supervivència. Mai m'he penedit d'haver-me trencat el cor. És la raó per la qual ara sé estimar millor que mai".
El 12 de febrer de 2021 Eloise va publicar el senzill "Hungover". Robin Ferris, de The Line Of Best Fit, va descriure la cançó com "una atractiva mostra del talent brut d'Eloise: un bop embriagador i embriagador que brilla amb un efecte vocal irresistible impregnat de trémolo com a teló de fons. La veu d'Eloise aconsegueix volar, murmurar i cantar en tots els moments adequats".
El 16 d'abril de 2021 Eloise va llançar el seu següent senzill "Intertwined" i va anunciar el seu miniàlbum Somewhere In-Between. El 21 de maig de 2021 es va publicar el tercer senzill "Who's She", que Eloise va escriure després de tornar d'una gira després de trencar amb la seua primera parella: "Em vaig sentir desorientada perquè vaig tornar a casa per descobrir que la meua vida, tal com la coneixia, se n'havia anat i em vaig haver d'esculpir una de nova. […] Aquesta cançó és per a les persones que senten que han perdut el contacte amb elles mateixes. L'esperançador és que el reconeixement d'això significa que estàs un pas més a prop de retrobar-te a tu mateix".
Somewhere In-Between es va estrenar el 18 de juny de 2021 amb l'aclamació de la crítica, totalment compost i escrit per Eloise i produït per Major. Va descriure l'experiència d'escriure el disc com a "emocional i catàrtica", i va assenyalar: "Serà incòmode treure una pell vella perquè estàs exposant noves parts de tu mateix a un món del qual no saps res. Però el progrés i el creixement només passen un pas fora de la teua zona de confort, així que he aprés a tenir menys por".
The Line Of Best Fit va elogiar l'àlbum escrivint: "D'acord amb una introspecció personal, o simplement amb una banda sonora de nits relaxades amb companys, Somewhere In-Between és realment viure en algun lloc entre la consciència i el subconscient com només un compositor hàbil podria manifestar".
Ones To Watch va elogiar el llançament com una "escapada deliciosament onírica que els romàntics entre nosaltres segur que devoraran". Earmilk va elogiar les seues "notes de rock clàssic, R&B, jazz i clàssics que associem a l'època de l'època daurada de Hollywood".
El setembre de 2021 Eloise va anunciar que donaria suport a London Grammar a la seua gira del Regne Unit a l'octubre i novembre. Va fer la seua primera gira com a titular al Regne Unit el novembre de 2021 i s'embarcarà en concerts europeus i nord-americans al gener i febrer de 2022.